# Coccinella alta
Coccinella alta är en skalbaggsart som beskrevs av Brown 1962. Coccinella alta ingår i släktet Coccinella och familjen nyckelpigor. Inga underarter finns listade i Catalogue of Life.